# برندا جویس (هنرپیشه)
برندا جویس (انگلیسی: Brenda Joyce؛ ۲۵ فوریهٔ ۱۹۱۷ – ۴ ژوئیهٔ ۲۰۰۹) هنرپیشه سینما و مانکن اهل ایالات متحده آمریکا بود. از فیلم‌های او می‌توان به فصل باران آمد اشاره نمود.